# Casa-Museu Medeiros e Almeida

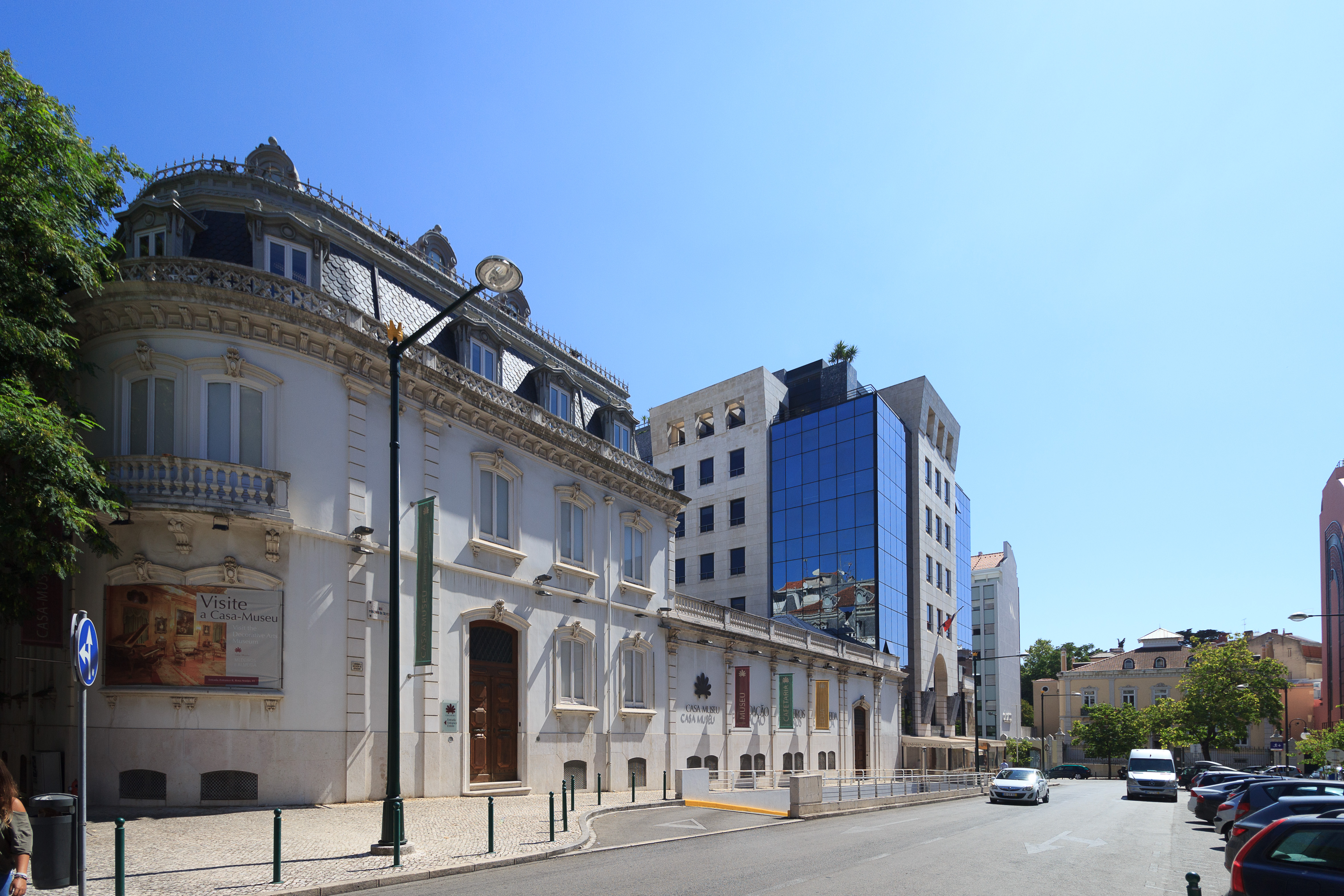
Das Museum in Lissabon, R. Rosa Araújo 41

Das Casa-Museu Medeiros e Almeida ist ein 1970 gegründetes Museum in Lissabon, das sich in der Residenz seines Gründers António de Medeiros e Almeida (1895–1986) befindet, im Haus Nummer 41 der Rua Rosa Araújo (frühere Stadtgemeinde Coração de Jesus).
Die 25 Säle bergen Gemälde, Sakralkunst und Möbel, Wandteppiche, Glaskunst und Schmuck, die zeitlich vom 17. Jahrhundert bis in die Gegenwart reichen. Hinzu kommt eine Uhrensammlung, die mit dem 16. Jahrhundert einsetzt und etwa 225 Exponate umfasst, dann eine umfangreiche Sammlung chinesischen Porzellans sowie Terrakotta, die von der Vorgeschichte über die Han-Dynastie bis ins 18. Jahrhundert reicht. Hinzu kommen Werke des britischen Gold- und Silberschmieds Paul Storr (1792–1838), dann portugiesische Werke des 16. bis 18. Jahrhunderts, sowie eine Sammlung von Stücken der Porzellanmanufaktur Porcelana Vista Alegre.
Im Haus befinden sich zwei eigenständige Ausstellungsbereiche, nämlich das Haus des Gründers, ein sehr erfolgreichen portugiesischen Geschäftsmann und Mäzen des 20. Jahrhunderts, das er von 1940 bis 1970 bewohnte, und das im Originalzustand erhalten ist, sowie ein Gelände im ehemaligen Gartenbereich.
Direktorin ist Teresa Vilaça.